# Явански гонг
Яванският гонг (наричан още и явайски гонг) е музикален перкусионен инструмент от групата на металофонните инструменти. Представлява метален диск с много големи размери. Произвежда много нисък, продължителен и масивен звук. По произход е от остров Ява.
Една от основните разлики между гонга и яванския гонг е, че при втория „первазът“ е много дълъг, което позволява да бъде разположен на стойка подобно на обърната чаша, а не да виси. В центъра си яванският гонг има кръгла изпъкнала напред част, наречена „кубе“.
Често се използват по няколко гонга, разположени по дължината на стойка във формата на окръжност, която заобикаля от всички страни изпълнителя. Влиза в състава на индонезийския оркестър гамелан.